# Salsa (omáčka)
Salsa je španělský a italský výraz označující obecně omáčku. V mexické kuchyni označuje specifickou pikantní omáčku vyrobenou z různých druhů zeleniny a ovoce (nejčastěji z rajčat či kukuřice), která je určena k namáčení tortilly nebo různých chipsů, případně k dochucení rozličných pokrmů. 
Recept na salsu je znám už ze spisů z období aztécké říše a v nespočetných obměnách se používá dodnes. Pokud jde o pikantnost, mexická salsa se připravuje a prodává v provedení od mild přes medium až po hot, tedy od jemné přes střední až po pálivou. 